# 貝敦 (德克薩斯州)
29°44′38″N 94°57′57″W / 29.74389°N 94.96583°W
貝敦（Baytown, Texas）是美國德克薩斯州哈里斯縣的一個城市，小部分位於錢伯斯縣，臨加爾維斯頓灣。面積85.9平方公里。根據美國2000年人口普查，人口66,430人。
1948年1月24日由三個社區合併而成。